# Mademoiselle Fifi (pel·lícula)
Mademoiselle Fifi és una pel·lícula d'època estatunidenca del 1944 dirigida per Robert Wise per a RKO, en el seu debut com a director en solitari. Va ser escrit per Josef Mischel i Peter Ruric basat en dos contes de Guy de Maupassant, "Mademoiselle Fifi" i " Boule de Suif". La pel·lícula compta amb un repartiment encapçalat per Simone Simon, John Emery i Kurt Kreuger, i va ser produïda pel famós productor de cinema B Val Lewton. La pel·lícula està ambientada durant una època en què l'Exèrcit prussià va ocupar part de França el 1870. Com que es va produir a Hollywood durant la Segona Guerra Mundial, el mateix any en què París va ser alliberada de Nazi, conté elements de la propaganda en temps de guerra, evocant a Joana d'Arc entre altres herois de la història francesa, i detenint els francesos en territori ocupat que seguir les ordres com a objecte de pietat o indignació, segons les seves circumstàncies.

## Argument
A la França ocupada durant la Guerra Franco-Prussiana de 1870, una bella i jove bugadera, Elizabeth Rousset, comparteix un viatge en autocar des de Rouen amb un grup de nobles i empresaris condescendents i les seves dones, un teló polític anomenat Jean Cornudet i un jove sacerdot en camí cap a la seva nova tasca. Quan s'aturen per passar la nit a un poble controlat pel tinent prussià von Eyrick, conegut pels seus companys com a "Mademoiselle Fifi", el seu cotxer és detingut fins que la bugadera accepta "sopar" amb el tinent. A diferència dels seus millors socials, que s'han confraternitzat amb l'enemic i els tenien com a convidats a les seves cases, Elizabeth és una simple patriota, i no menjarà ni confraternitzarà amb els invasors del seu país, de manera que el cotxer no pot continuar. Finalment, el grup la convenç que el millor seria que França pogués seguir endavant amb els seus negocis, i ella ho reconeix. Mentre ella està tancada amb l'arrogant prussià, l'objectiu del qual és humiliar-la i degradar-la (essencialment l'obliga a acceptar ser violada), la resta de viatgers celebren el seu alliberament emborratxant-se amb xampany i seguint el progrés de la trobada de la nit a través dels sons que venen de dalt.
L'endemà al matí, quan la diliència surt amb el tinent von Eyrick viatjant amb ells, tots els viatgers, excepte Cornudet i el capellà, desitgen ostentosament Elisabet, mentre xerren i xafardegen amb el prussià. A Cleresville, després que Elizabeth, el capellà i von Eyrick deixin l'entrenador, Cornudet es veu culpable per les seves accions anteriors, desconeix el grup i marxa a buscar Elizabeth. Intenta demanar-li perdó, però ella el rebutja; tot i així, ha tornat a agitar el seu patriotisme.
El jove sacerdot ha pres el relleu de l'anterior sacerdot que va desafiar els prussians en negar-se a tocar la campana de l'església, i ha decidit continuar amb aquest desafiament; la campana romandrà en silenci fins que es doni el primer cop per la llibertat de França. El capità prussià a càrrec del poble vol que els francesos se'ls sotmetin, i ells mateixos toquin la campana ("No guanyem", explica el tinent von Eyrick, "a menys que els nostres "oponents" toquin la campana"), però un dels seus subordinats ha promès que en la seva propera patrulla, ell mateix tocarà la campana. Cornudet ho sent i es prepara per protegir la campana. Aquella nit, quan els prussians s'acosten a l'església per tocar la campana, dispara i mata un llancer que carregava cap a ell a cavall.
Mentrestant, els avorrits oficials prussians s'han fet una festa i han reunit dones del poble per esperar. Elizabeth creu que s'ha d'anar, ja que els prussians amenacen amb retenir els seus negocis a la bugaderia de la seva tia tret que ho faci i tret que encoratgi les altres dones joves a esperar. Les noies reben vestits preciosos per posar-se’ls i se'ls promet xampany, però l'atracció més gran és el menjar. Elizabeth té assegurat que "Mademoiselle Fifi" no serà a la festa; però, és clar, hi és. El tinent, borratxo, obliga l'Elizabeth a seure a la seva falda i la fa un petó a la força, mossegant-li el llavi fins que sagna. Però el goig arriba quan insulta França i els francesos i la bufeteja; ella agafa un ganivet, l'apunyala i el mata. Tots dos intenten escapar dels prussians que els cacen, Elizabeth i Cornudet són acollits pel sacerdot, que els amaga.
Quan els prussians fan acords amb el sacerdot per al funeral del tinent von Eyrick, demanen que toqui la campana, com és costum. El sacerdot accepta, i els prussians senten que han guanyat la seva batalla. Tanmateix, el capellà explica més tard a Elizabeth i Cornudet que es pot tocar la campana ara que s'ha donat el primer cop per la llibertat francesa per una dona.

## Repartiment

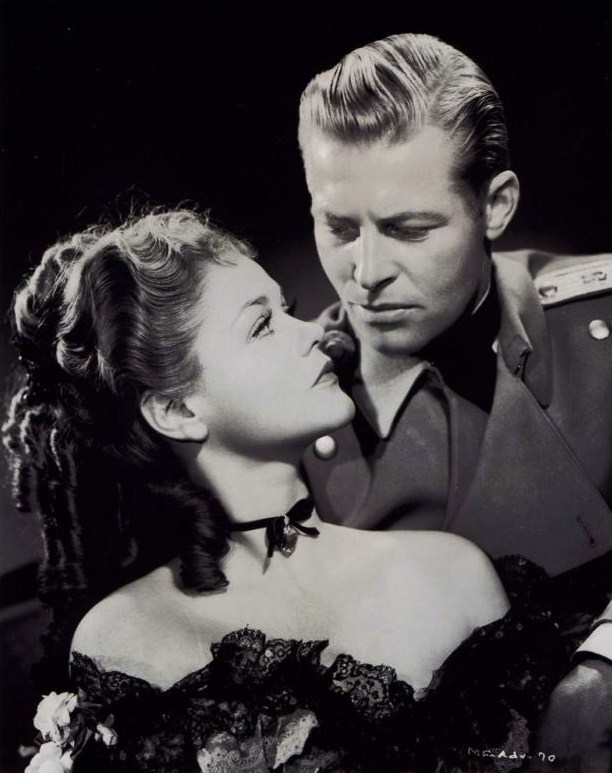
Simone Simon i Kurt Kreuger a Mademoiselle Fifi

- Simone Simon com a La petita bugadera (Elizabeth Rousset)
- John Emery com a Jean Cornudet
- Kurt Kreuger com a Lt. von Eyrick - anomenat "Mademoiselle Fifi"
- Alan Napier com a El comte de Breville
- Helen Freeman com a La comtessa de Breville
- Jason Robards Sr. com a Un majorista de vins
- Norma Varden com a La dona del majorista
- Romaine Callender com a Un fabricant
- Fay Helm com a La dona del fabricant
- Edmund Glover com a Un jove sacerdot
- Charles Waldron com El cura de Cleresville

## Producció
El productor Val Lewton volia deixar de produir pel·lícules de terror, i va suggerir que RKO fes una pel·lícula d'època basada en les històries curtes de Guy de Maupassant, amb Erich von Stroheim i Simone Simon. Es va acostar a George Sanders per interpretar al tinent Fifi.
Abans de dirigir Mademoiselle Fifi, el seu primer crèdit oficial com a director en solitari, l'editor de cinema Robert Wise havia dirigit repeticions i seqüències addicionals a Els magnífics Amberson mentre que Orson Welles es trobava a Amèrica del Sud, i havia substituït al director Gunther von Fritsch a La maledicció de la pantera de Val Lewton. El seu treball a La maledicció va convèncer Lewton de tornar-lo a utilitzar a Fifi. Wise també va dirigir Els lladres de cossos per a Lewton el 1945.
Lewton i Wise van estudiar centenars de pintures d'època d'artistes com Toulouse-Lautrec, Delacroix, Daumier i Detaille, per trobar la mirada que volien. Wise va comentar més tard: "Com que eren pel·lícules de baix pressupost, vam haver d'estirar la nostra imaginació i obtenir resultats sense massa amb què treballar. Com les vam posar en escena, com les vam il·luminar, com vam col·locar la nostra càmera era per obtenir resultats forts i efectius sense tenir el material a mà."
Mademoiselle Fifi es va produir des del 23 de març fins a finals d'abril de 1944 amb el títol provisional de "The Silent Bell". El rodatge va durar 22 dies amb un pressupost de 200.000 dòlars, una quantitat rècord baixa per a un drama de vestuari nord-americà del era del so. Es van utilitzar conjunts sobrants de la pel·lícula de RKO de 1939 El geperut de Notre-Dame però a causa del pressupost escàs, també es van utilitzar decorats de cartró en alguns moments. Les escenes de neu a l'aire lliure es van rodar a Big Bear Lake, Califòrnia.
Per millorar la seva figura durant el rodatge, l'actriu francesa Simone Simon va portar pits falsos que va anomenar "els meus ulls". Abans de cada presa, cridava "Porta'm els ulls!"
Tot i que les històries de De Maupassant es van escriure a finals del segle XIX i descriuen una guerra que havia acabat 70 anys abans, reflectien França tal com era l'any 1944 amb els ocupants prussians sent un símbol de l'ocupació alemanya de França, que va ser en el seu quart any aleshores. Una revisió de la història de la guerra francoprussiana revela paral·lelismes ombrívols.
Roger Fristoe, de Turner Classic Movies, observa que la pel·lícula dibuixa forts paral·lelismes entre aquella època i la invasió nazi dels anys quaranta, admirant la gent senzilla que es va mantenir fidel als principis del seu país i censurar els que van col·laborar amb l'enemic per motius egoistes.
La pel·lícula es va estrenar als Estats Units el juliol de 1944 (Dia D va ser el 7 de juny) i aquesta va ser la primera pel·lícula mostrada a França després de la invasió aliada de Normandia. El públic no hauria sabut que París seria alliberat a l'agost, un mes després l'estrena de la pel·lícula.

## Resposta
Malauradament per a les esperances de Lewton per sortir del gènere del terror, Mademoiselle Fifi no va sortir bé a les preestrenes, ni a la taquilla un cop es va estrenar, i va ser, amb diferència, la pitjor taquillera de les pel·lícules de Lewton. Alguns crítics, però, va pensar que la pel·lícula valia molt la pena. James Agee va escriure a The Nation:
| « | No conec cap pel·lícula estatunidenca que hagi intentat dir tant, com clarament, sobre l'actuació de la classe mitjana a la guerra. Hi ha una qualitat galant i fervorosa en tota la imatge, defectes i tot, que li confereix un tipus de vida i simpatia peculiars, i que significa que hi ha un grup d'homes treballant a Hollywood que no han perdut ni s'han preocupat d'ocultar el puresa de les seves esperances i intencions. | » |

## Mitjans domèstics
Mademoiselle Fifi fins ara només ha vist alguns llançaments oficials: un vídeo VHS dels Estats Units Warner Home Video, EUA LaserDisc (Image Entertainment) i una regió francesa 2 PAL DVD (Edicions Montparnasse). També s'ha publicat en un DVD no autoritzat per Manga Films, una empresa pirata espanyola.